# Tubtopp

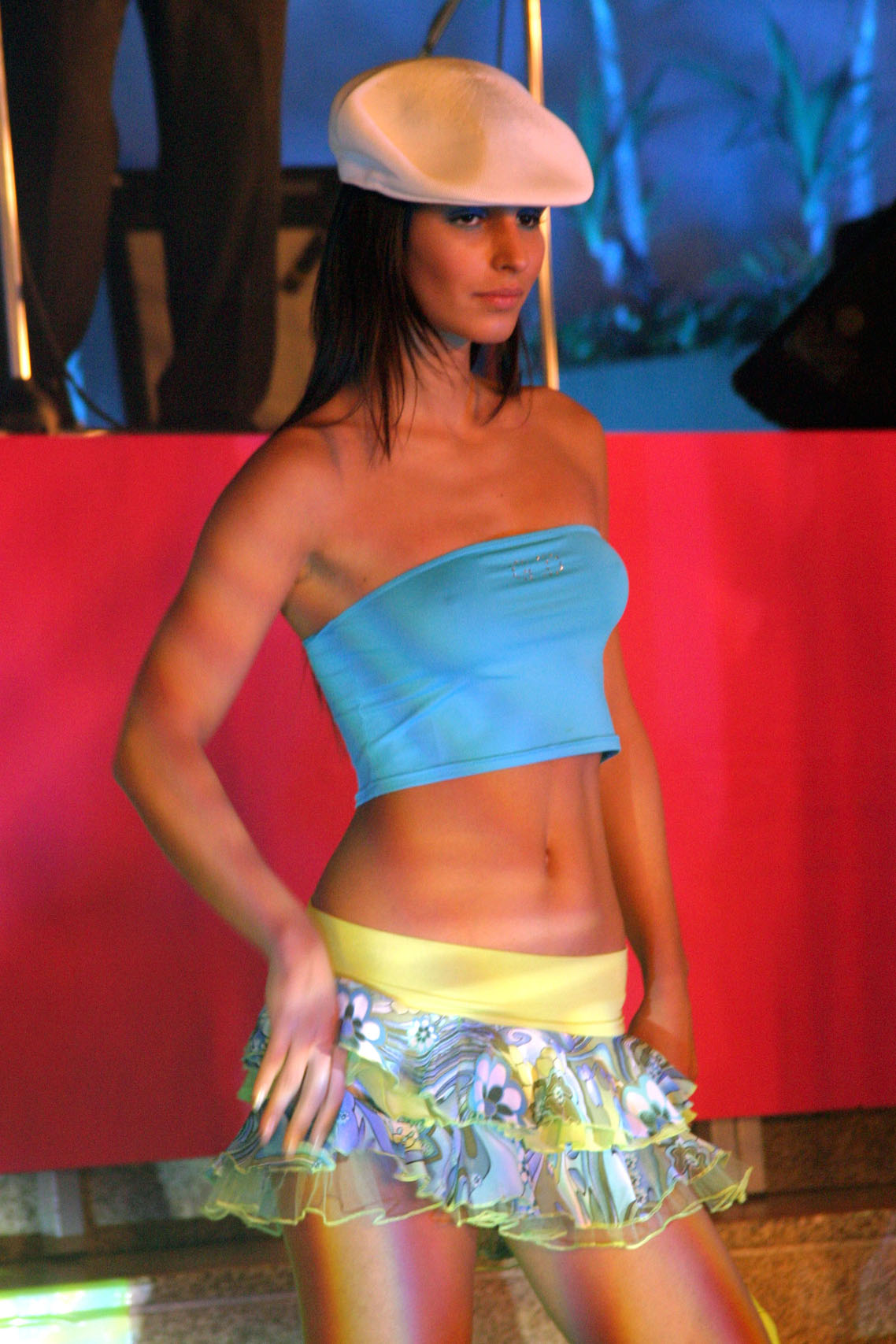
Tubtopp

Tubtopp är en ärmlös, ofta åtsmitande topp utan axelband som bärs av kvinnor. Många flickor syr i syslöjden på högstadiet en tubtopp,[källa behövs] just för att den saknar ärmar och därför är mycket lätt att göra.
En tubtopp börjar precis ovanför bysten men kan ha varierande bredd. Den kan täcka endast bysten men även gå nedanför midjan och bli som ett linne utan axelband. Det vanligaste för plagg som beskrivs som tubtopp är dock att det slutar ovanför naveln.
En liknande topp som har axelband kallas tanktopp.